# Cypraeorbis
Cypraeorbis is een geslacht van uitgestorven weekdieren uit de klasse van de Gastropoda (slakken). Exemplaren van dit geslacht zijn slechts als fossiel bekend.

## Soort
- Cypraeorbis emilyae Dolin, 1991 †

## Synoniem
- Loxacypraea emilyae (Dolin, 1991) †